# Bandar Seri Begawan
Bandar Seri Begawan [ˌbanda səˌri bəˈɡawan] (jawi: بندر سري بڬاوان, före 1970: Brunei Town) är huvudstad och största stad i sultanatet Brunei. Staden har en uppskattad befolkning på 27 285 invånare 2002.
Staden är huvudsäte för landets textil-, möbel-, hantverks- och vedproduktion. Denna stad är dessutom säte för Royal Ceremonial Hall, Royal Regalia Building och Brunei History Center.
Sultan Omar Ali Saifuddin-moskén byggdes 1958 och har en gigantisk gyllene kupol och väggar byggda i marmor importerad från Italien. Det är den största moskén i Sydostasien.

## Historia
Man kan spåra invånare på Bruneiflodens bankar till 600-talet på området runt det som idag är Bruneis museum. Stadens ursprungliga namn var Bandar Brunei, men sultan Hassanal Bolkiah gav den sitt nuvarande namn den 5 oktober 1970 för att hedra sin bortgångne far Omar Ali Saifuddien III.
Stadens namn betyder ungefär "den välsignades stad". Ordet Bandar kommer ursprungligen från persiskan (بندر), där det betyder hamn. På malajiska, dit ordet lånats in via Indien, har det kommit att betyda stad. Seri Begawan är sanskrit och betyder "den välsignade". Ordet Begawan kommer från ordet för gud (bhagavān, sanskrit: भगवान) och är en hederstitel som av tradition brukar ges till abdikerade bruneiska monarker.
Staden led av omfattande skador under andra världskriget.
År 2024 valdes staden till "världens intressantaste huvudstad" av den Polska tidningen Podróżuj teraz.

## Geografi
Bandar Seri Begawan är belägen på Bruneiflodens norra bank, 15 kilometer från mynningen i Bruneibukten.

### Klimat
Brunei har ett tropiskt regnskogsklimat som är relativt varmt och fuktigt. Uppmätta normala temperaturer och -nederbörd i Bandar Seri Begawan:
|                                            | Jan   | Feb   | Mar   | Apr   | Maj   | Jun   | Jul   | Aug   | Sep   | Okt   | Nov   | Dec   |
| ------------------------------------------ | ----- | ----- | ----- | ----- | ----- | ----- | ----- | ----- | ----- | ----- | ----- | ----- |
| Normaldygnets maximitemperaturs medelvärde | 30,4  | 30,7  | 31,9  | 32,5  | 32,6  | 32,5  | 32,3  | 32,4  | 32,0  | 31,6  | 31,4  | 31,0  |
| Normaldygnets minimitemperaturs medelvärde | 23,3  | 23,3  | 23,5  | 23,7  | 23,7  | 23,4  | 23,0  | 23,1  | 23,1  | 23,2  | 23,2  | 23,2  |
|                                            |       |       |       |       |       |       |       |       |       |       |       |       |
| Nederbörd                                  | 292,6 | 158,9 | 118,7 | 189,4 | 234,9 | 210,1 | 225,9 | 226,6 | 264,4 | 312,3 | 339,9 | 339,6 |

| Diagram | temperaturer i °C • månadsnederbörd i mm | temperaturer i °C • månadsnederbörd i mm | temperaturer i °C • månadsnederbörd i mm | temperaturer i °C • månadsnederbörd i mm | temperaturer i °C • månadsnederbörd i mm | temperaturer i °C • månadsnederbörd i mm | temperaturer i °C • månadsnederbörd i mm | temperaturer i °C • månadsnederbörd i mm | temperaturer i °C • månadsnederbörd i mm | temperaturer i °C • månadsnederbörd i mm | temperaturer i °C • månadsnederbörd i mm | temperaturer i °C • månadsnederbörd i mm |
|         | 293 30 23                                | 159 31 23                                | 119 32 24                                | 189 33 24                                | 235 33 24                                | 210 33 23                                | 226 32 23                                | 227 32 23                                | 264 32 23                                | 312 32 23                                | 340 31 23                                | 340 31 23                                |

## Vänorter
- Nanjing, Kina[6]